# Scania PRT
Scania PRT/PGRT/LPGRS — серия крупнотоннажных грузовых автомобилей производства Scania AB. Состоит из моделей Scania L, Scania P, Scania R, Scania T (снят с производства в 2005 году), Scania G и Scania S.

## Первое поколение (2004—2017)

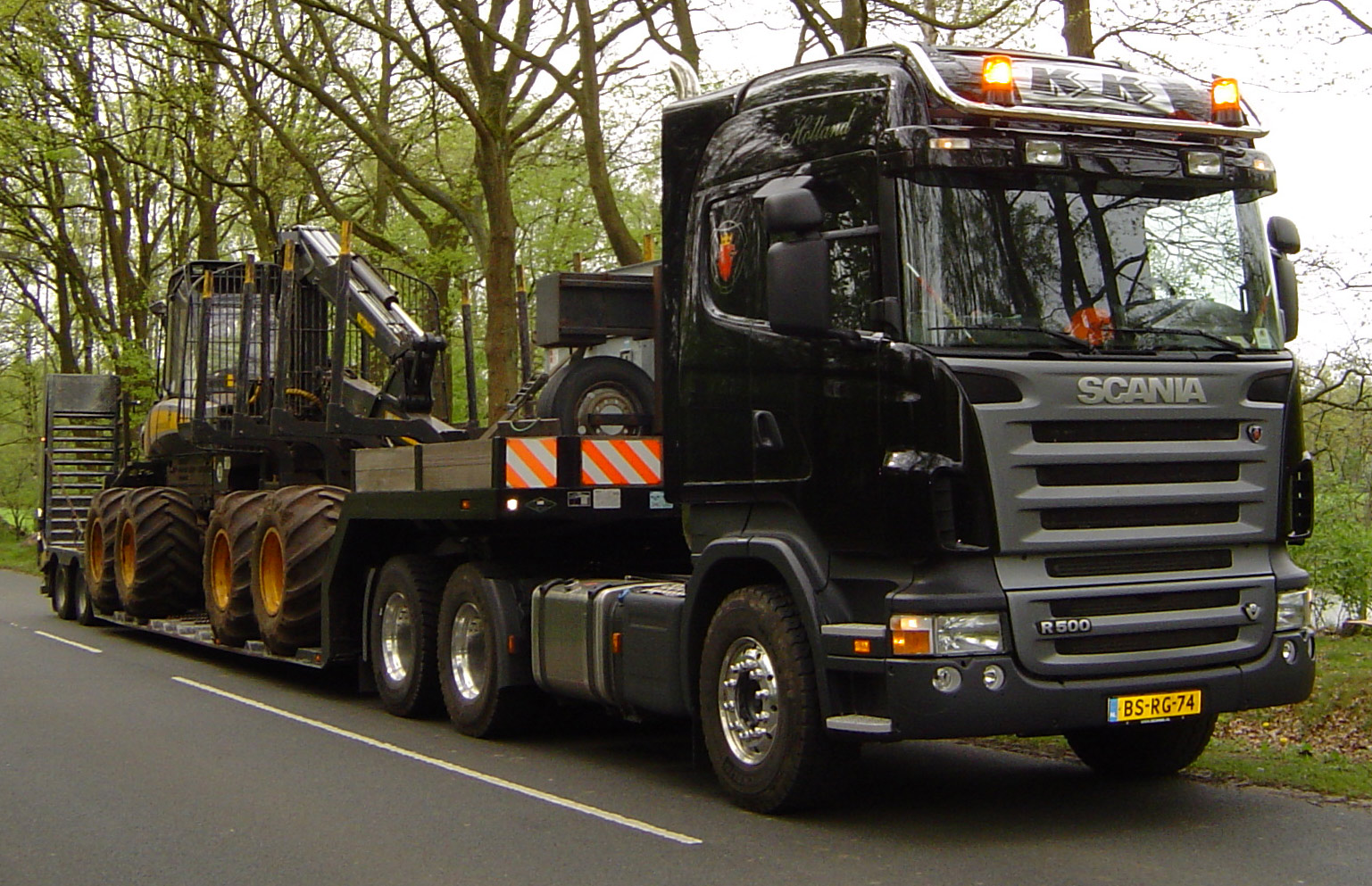
Седельный тягач Scania R500 с низкорамным полуприцепом
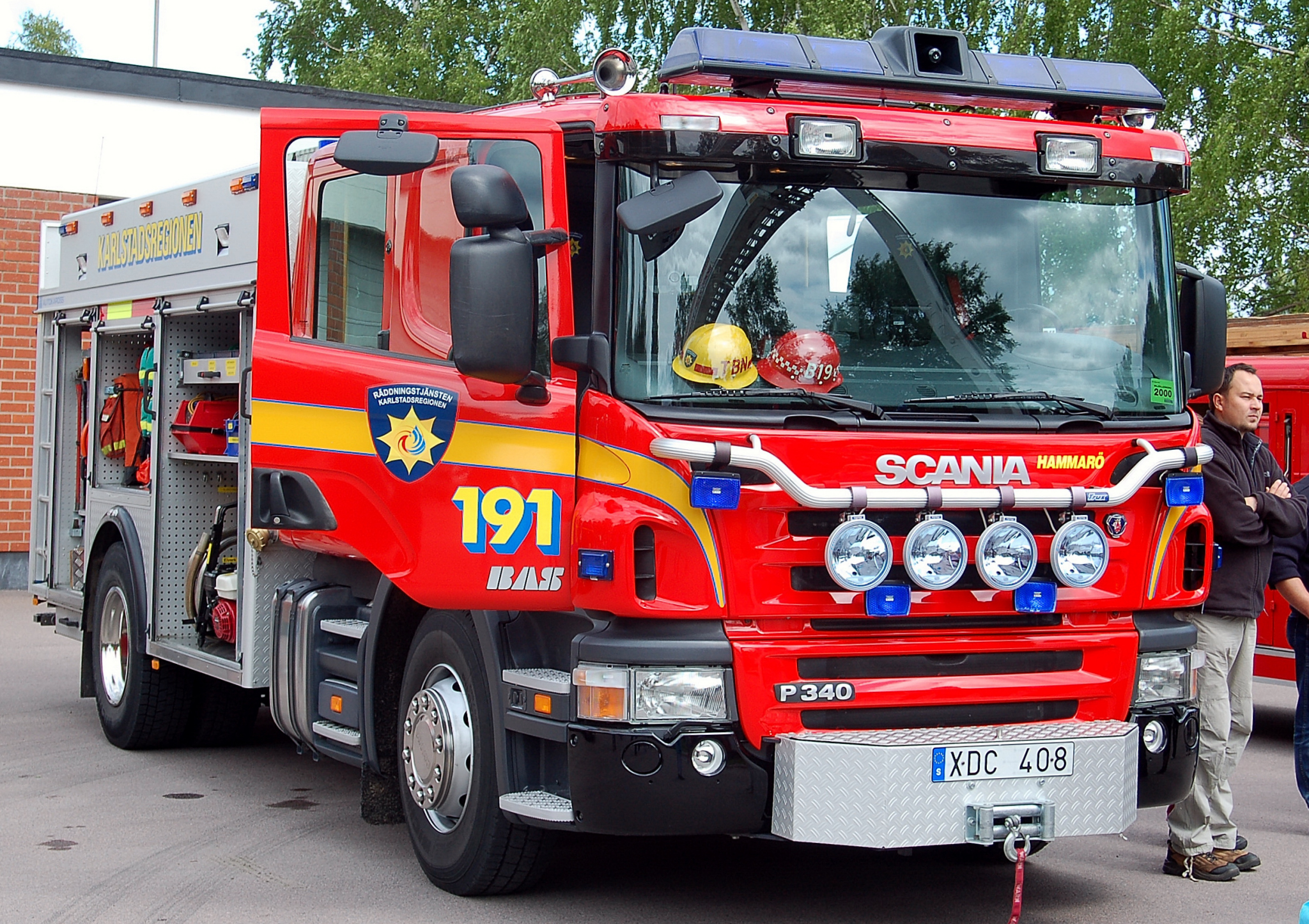
Пожарный автомобиль Scania P340
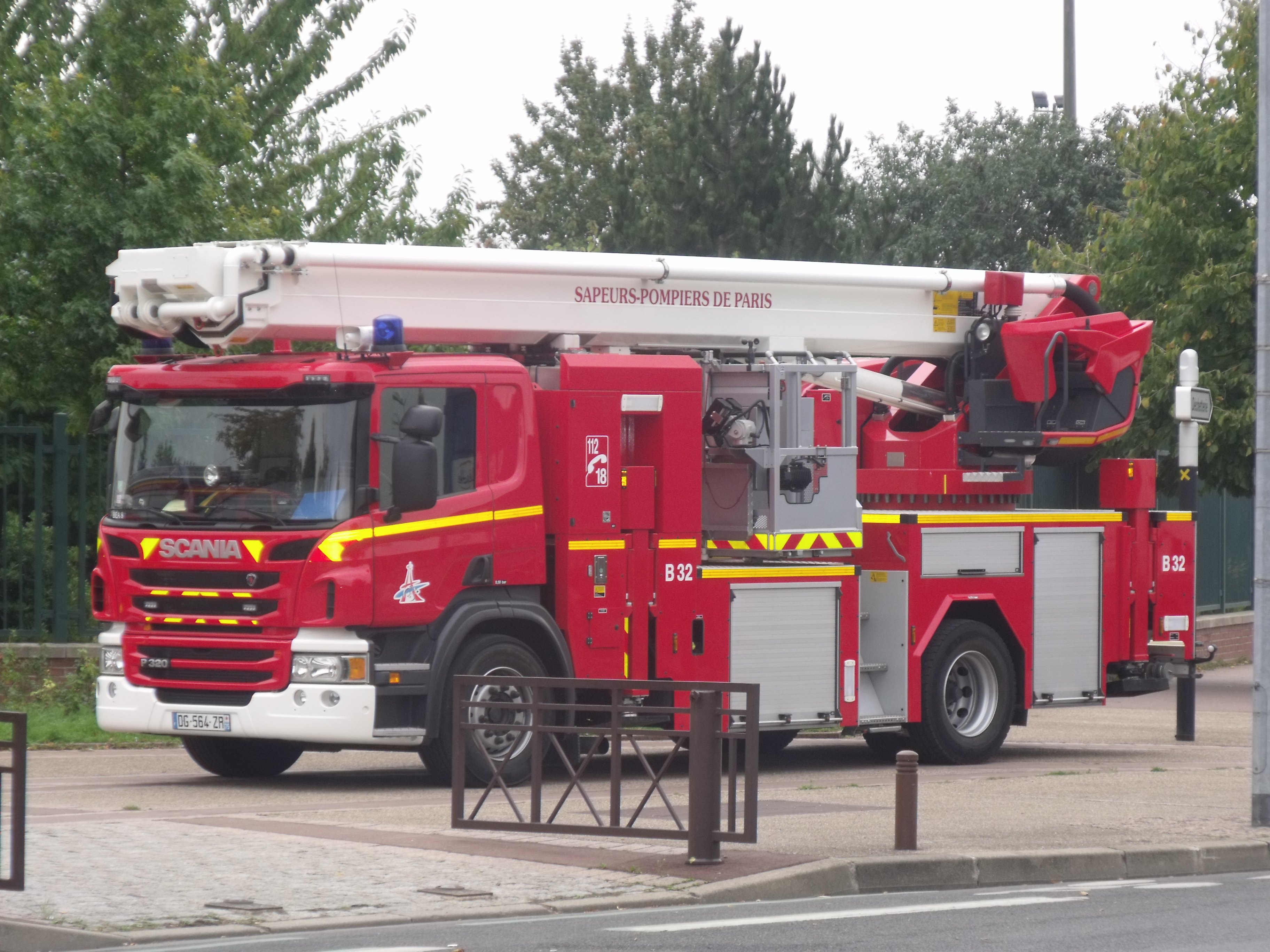
Пожарная лестница на шасси Scania P320
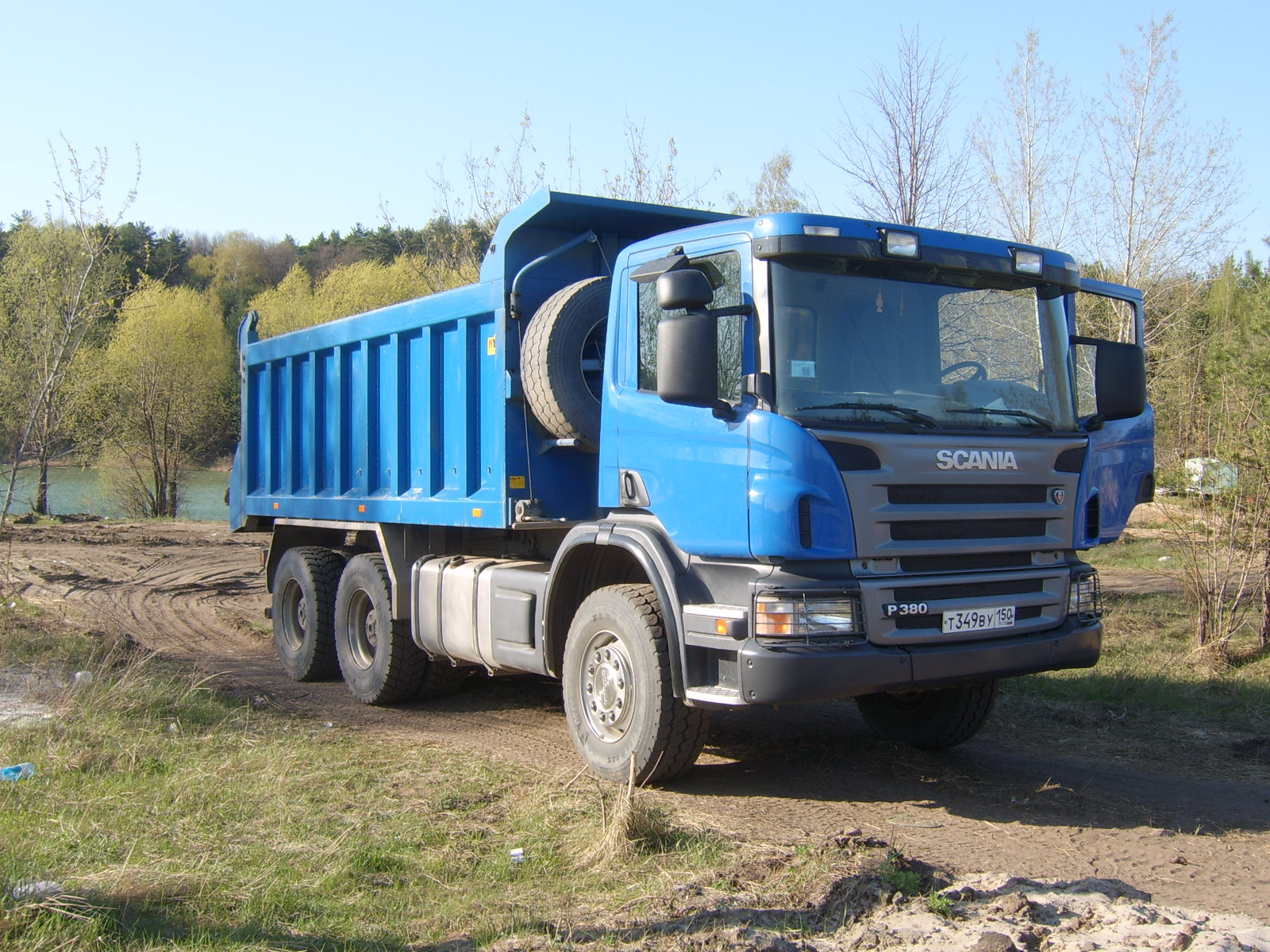
Самосвал Scania P380
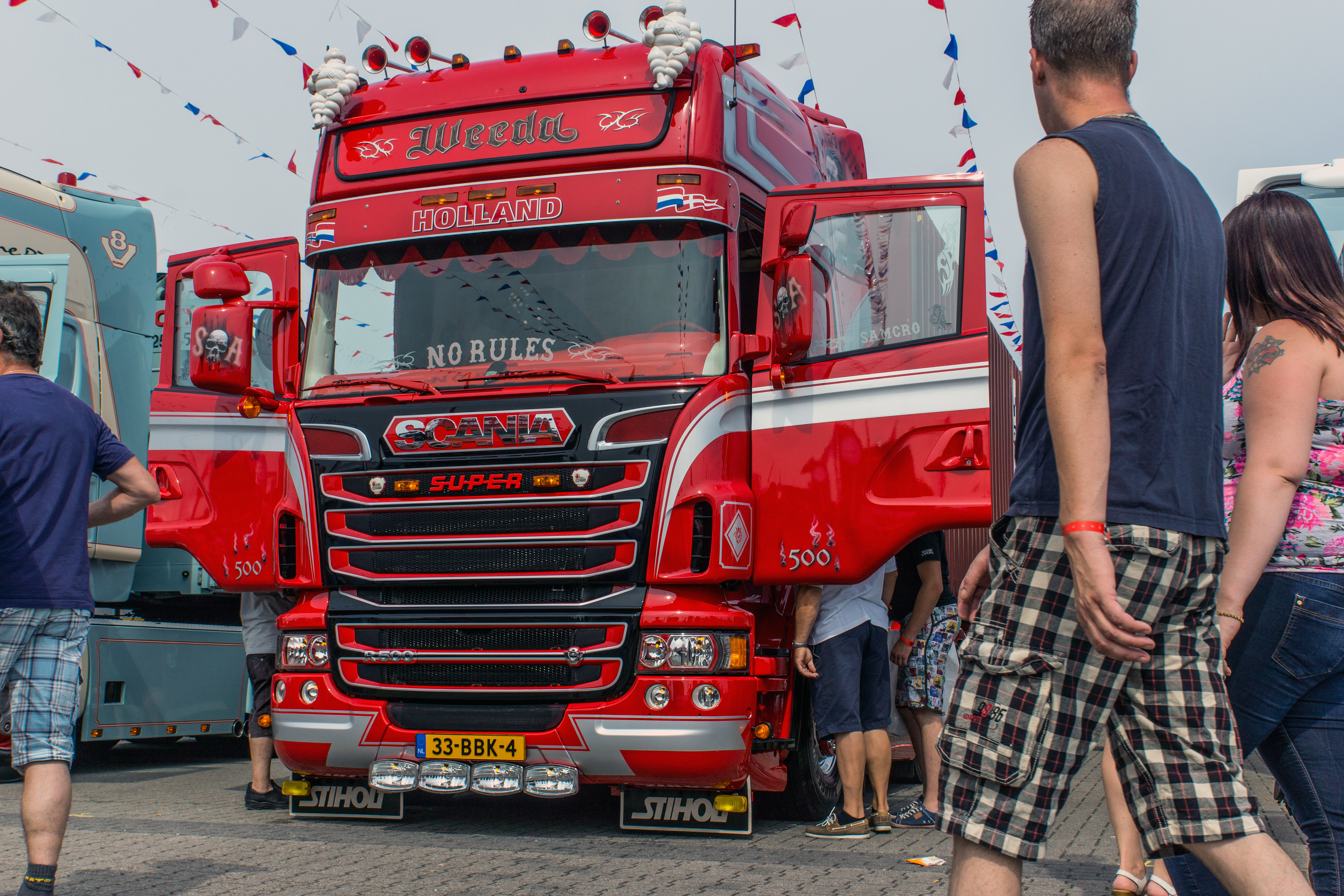
Scania R500 на фестивале Truckstar 2013 в Ассене
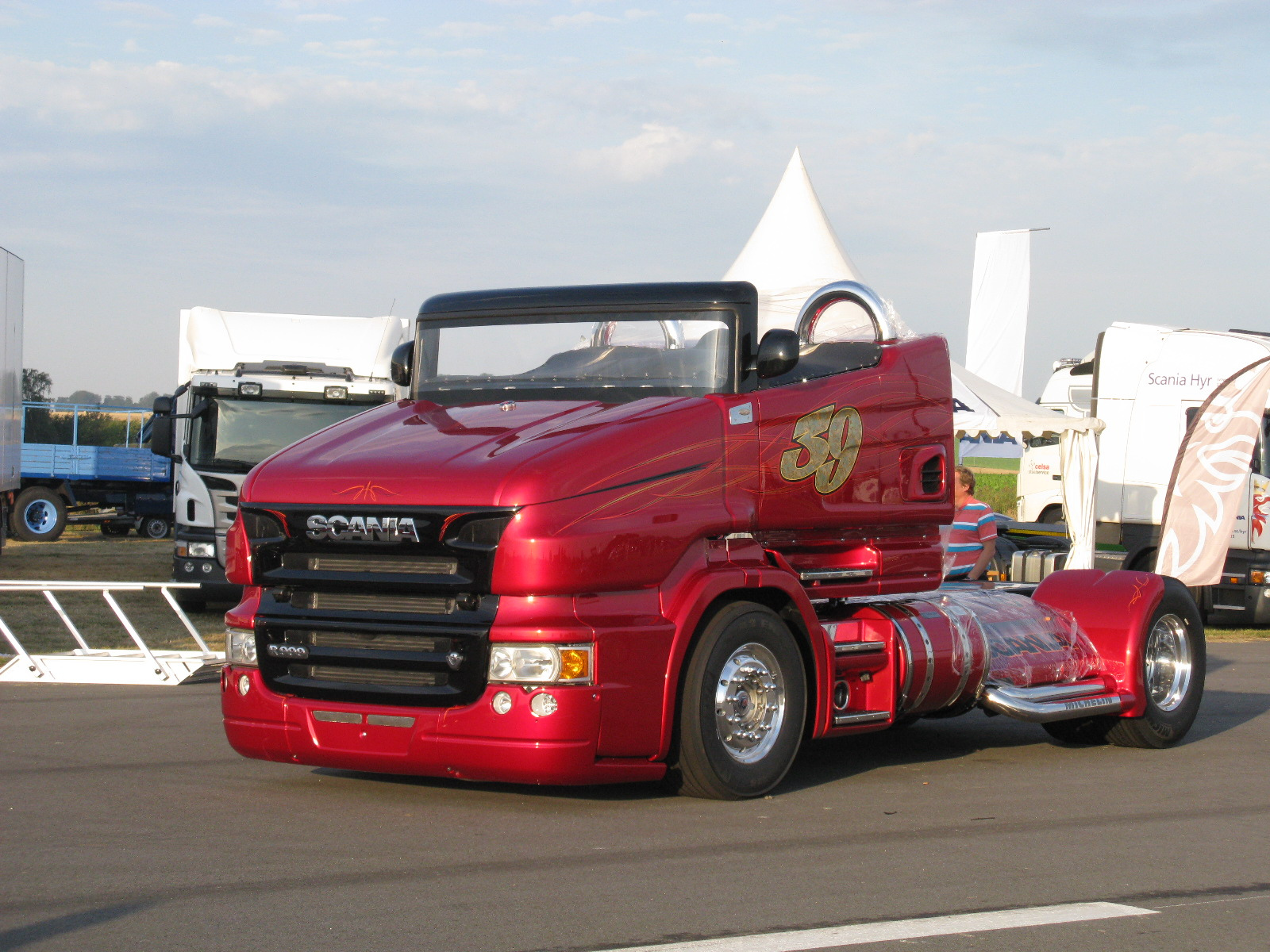
Спортивный автомобиль Scania T500
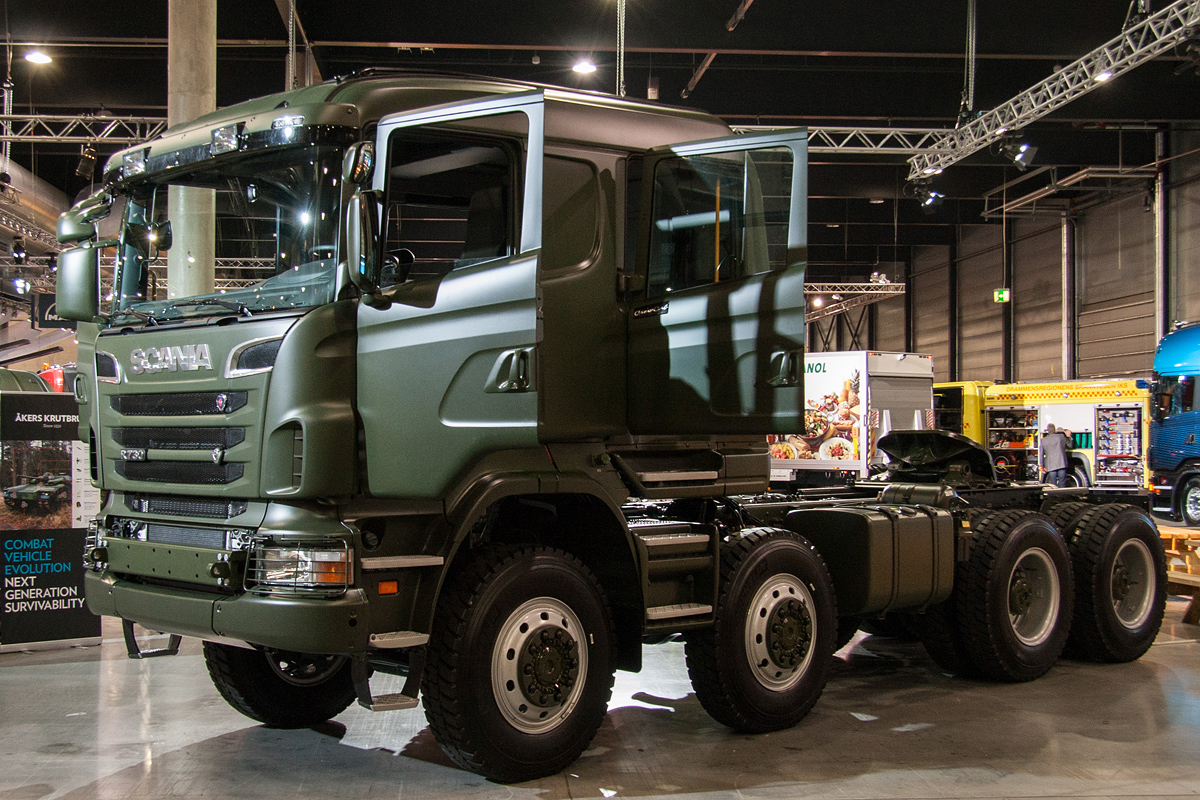
Седельный тягач Scania R730 CR31

Первое поколение автомобилей производилось с 31 марта 2004 года. Компоненты те же, что и у Scania 4, производство которого продолжалось в Латинской Америке до октября того же года, но кабины обновлены полностью. Серийное производство стартовало в шведском Сёдертелье, нидерландском Зволле и французском Анже в июне 2004 года. Первое время экологический класс был Евро-3, в сентябре 2004 года его вытеснил стандарт Евро-4, причём мощность составила 420 л. с. 20 августа 2004 года началось серийное производство Scania P в дополнение к Scania R.
В октябре 2005 года модель Scania T была снята с производства, на смену пришла модель Scania G. В конце 2006 года была выпущена низкорамная версия Scania CP19E Low Entry для мусоровозов, что является отсылкой к Mercedes-Benz Econic.
С 5 сентября 2007 года Scania G производится с кабиной в стиле Scania P и Scania R. 9 октября 2007 года производство данной модели стартовало в Латинской Америке. В апреле 2008 года появились газомоторные версии моделей из серии Scania PRT. 17 сентября 2009 года семейства Scania R и Scania G были значительно модернизированы, тогда как семейство Scania P было обновлено в сентябре 2011 года.
В апреле 2010 года на автомобили начали ставить 8-цилиндровые двигатели V8 мощностью 730 л. с. и крутящим моментом 3500 Н·м экологического класса Евро-6. Самой мощной моделью, произведённой в сентябре 2011 года, считается Scania R730, конкурирующая с Volvo FH16 750.

## Второе поколение (2017—настоящее время)

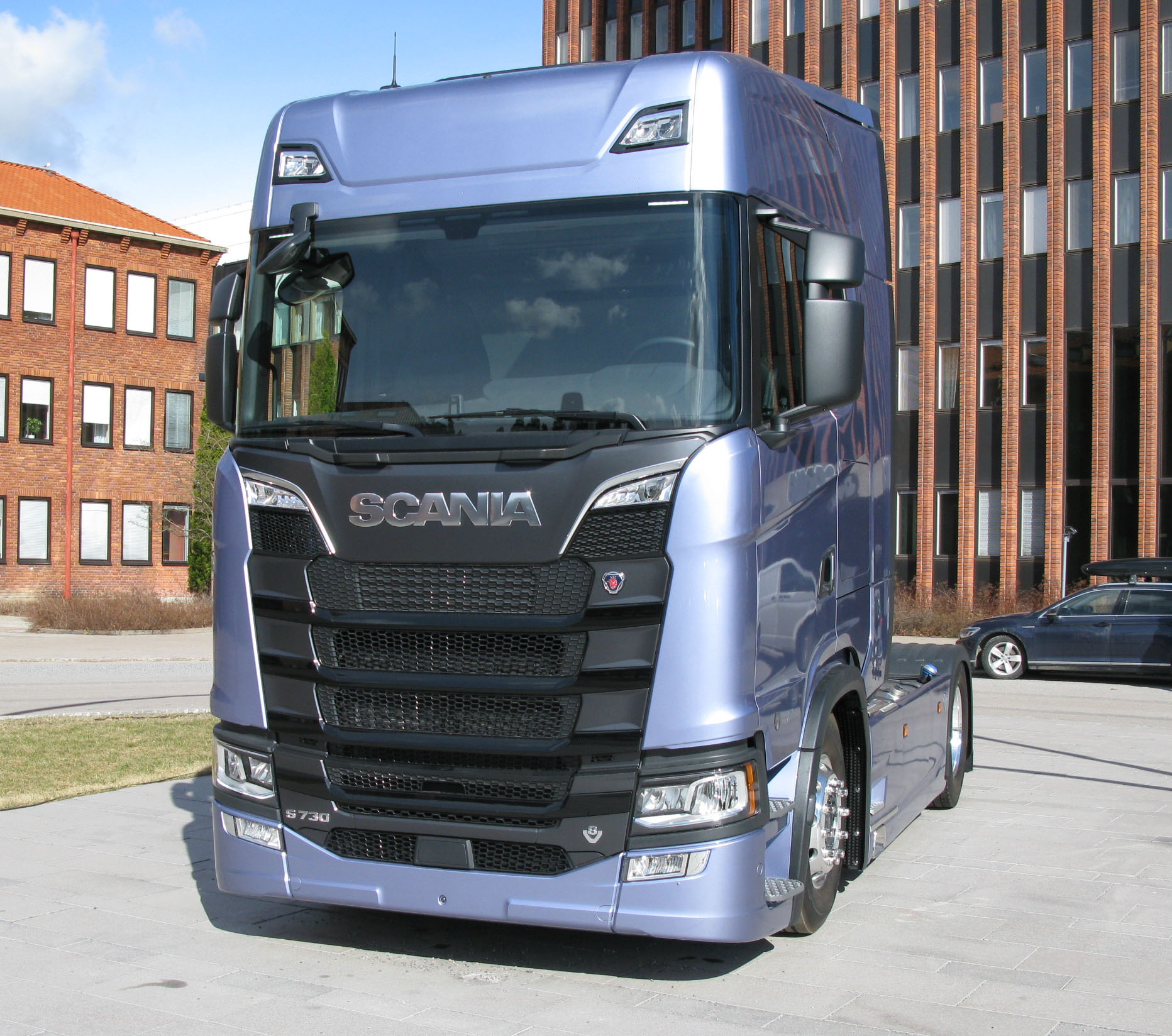
Scania S730
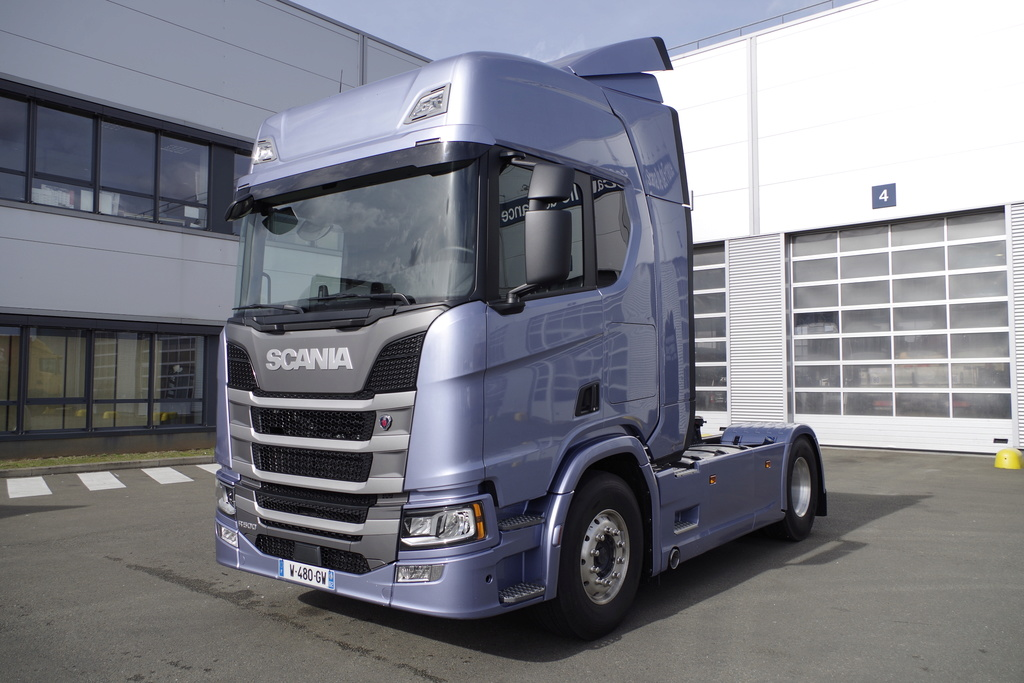
Второе поколение Scania R500
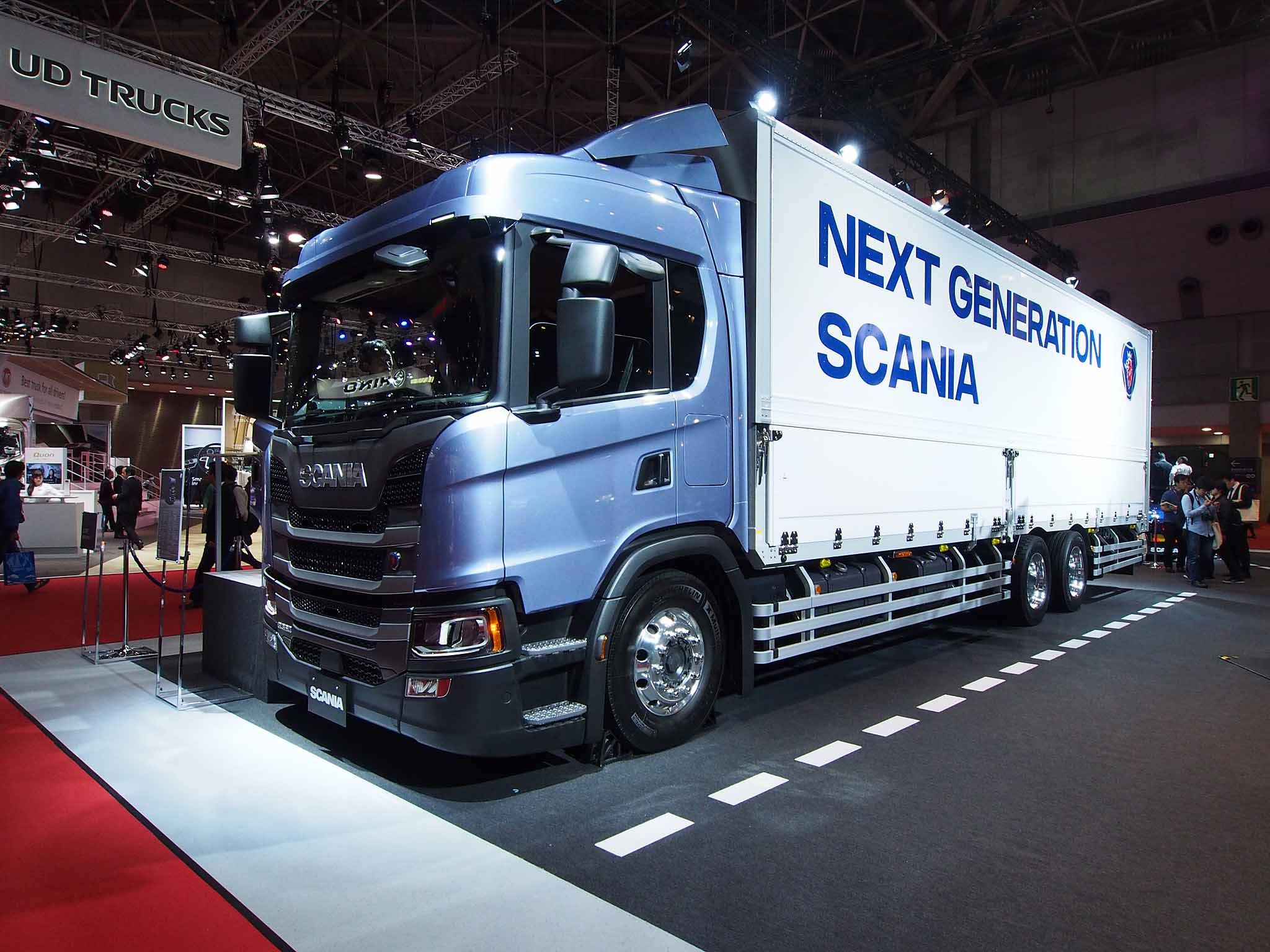
Второе поколение Scania G360
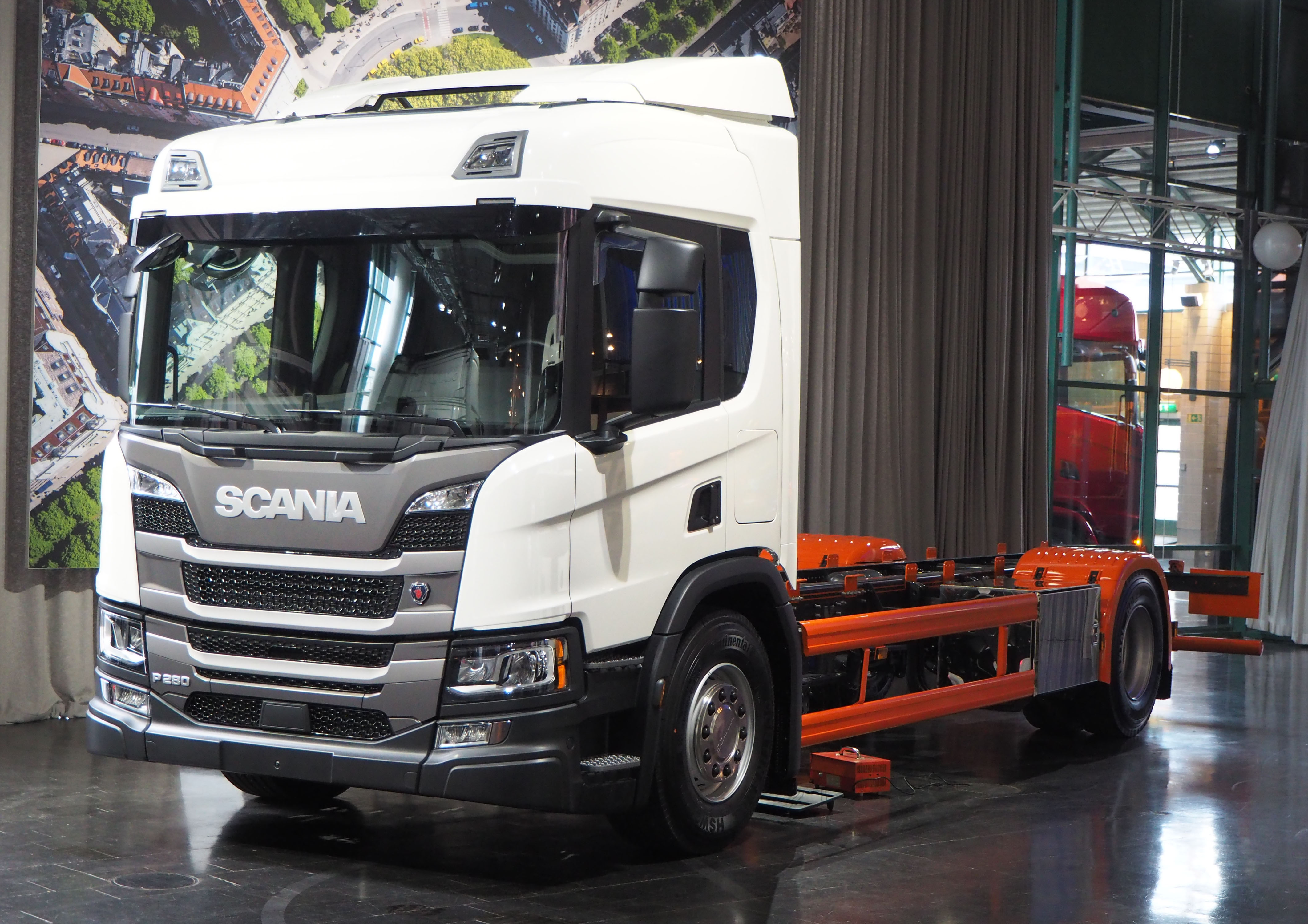
Второе поколение Scania P280
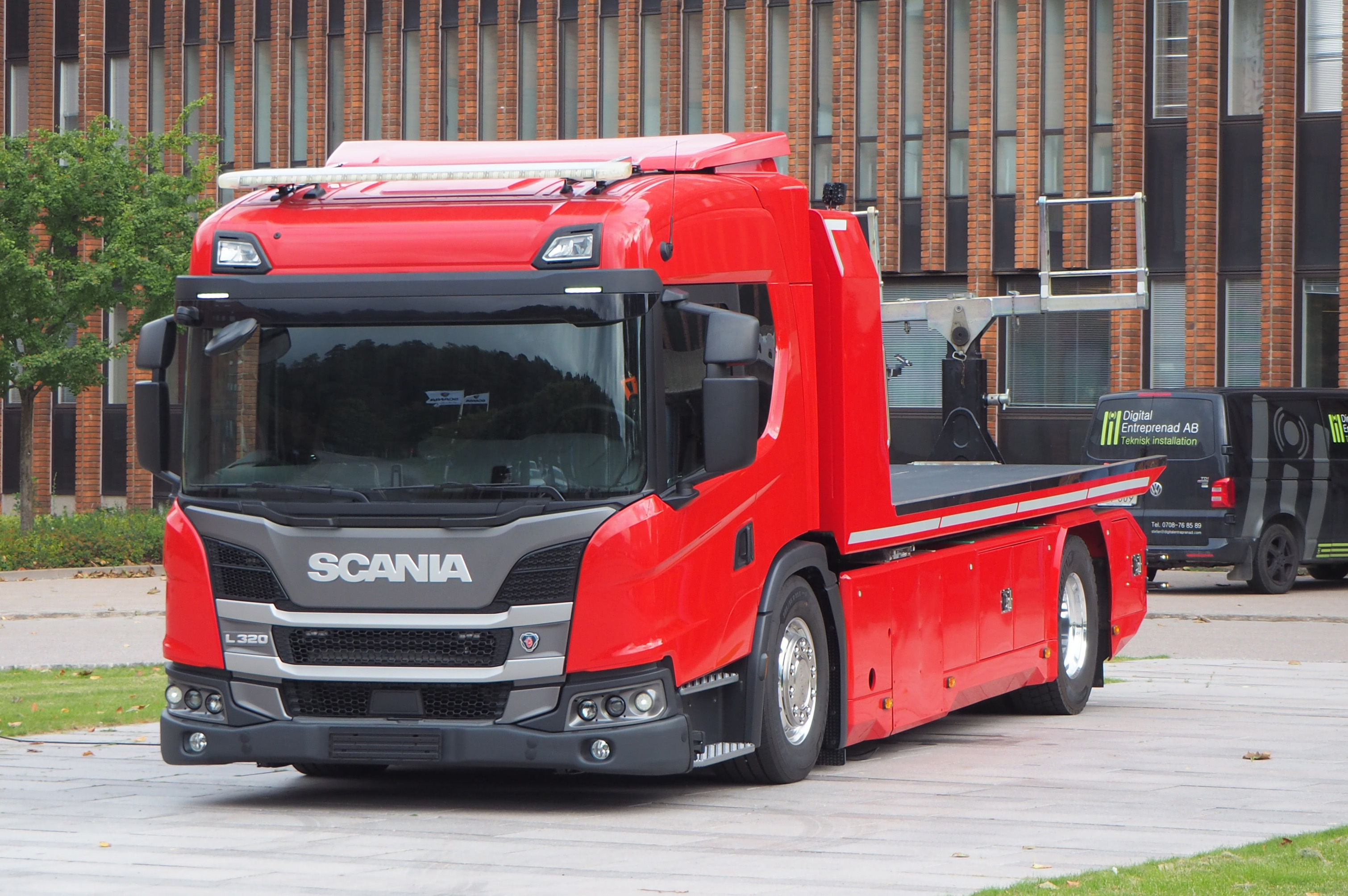
Второе поколение Scania L320

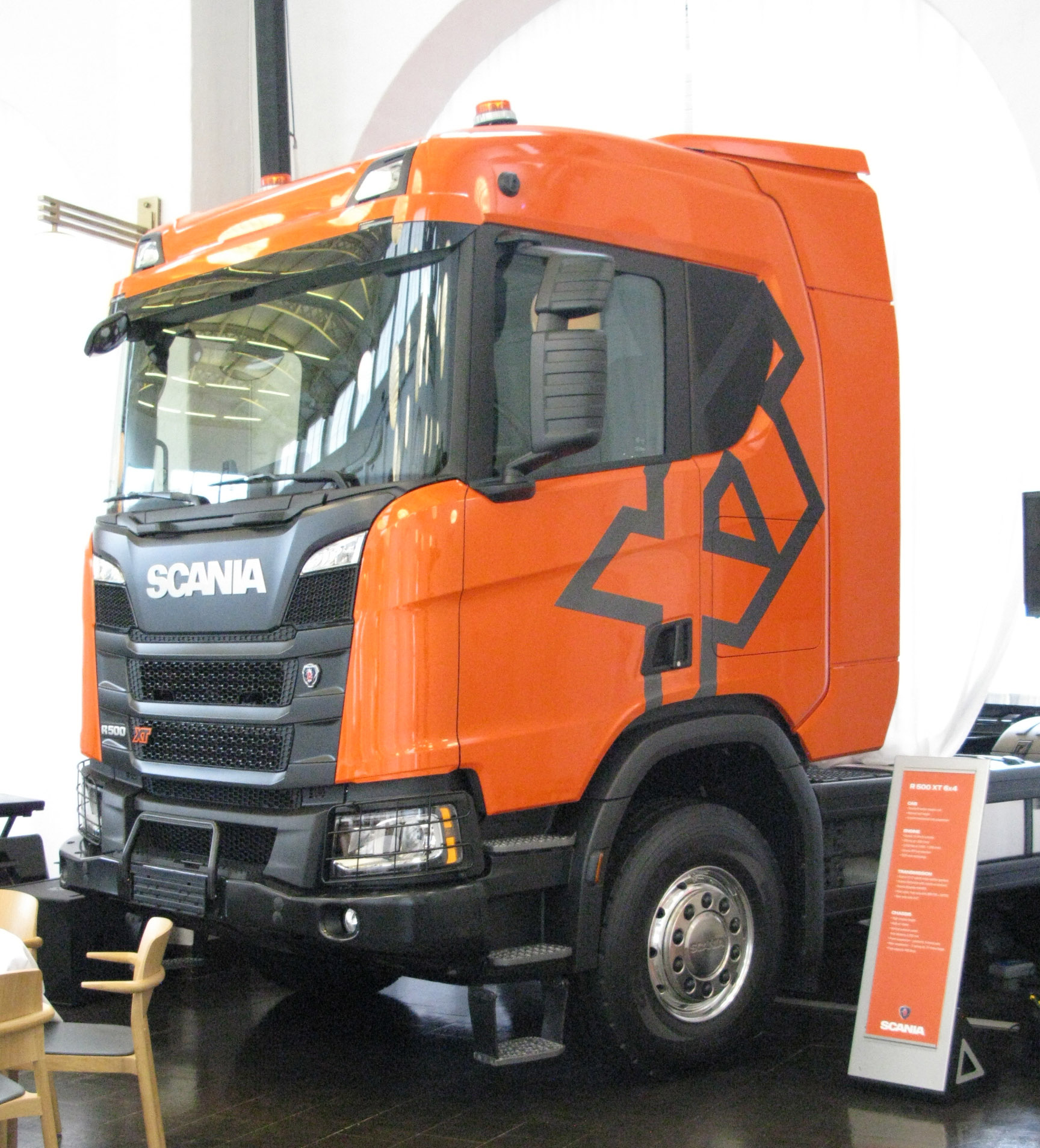
Scania R 500 XT

Второе поколение автомобилей производится с 2017 года. К исходному модельному ряду добавился новый Scania XT со стальным 150-миллиметровым бампером, защитным экраном, буксирным устройством, высоким воздухозаборником и обновлёнными боковыми зеркалами заднего вида. Грузоподъёмность — 40 тонн. Серийное производство стартовало в конце 2017 года. С сентября 2020 года производятся также электромобили.

### Двигатели
| Дизельные двигатели | Дизельные двигатели | Дизельные двигатели | Дизельные двигатели                 |
| Модель двигателя    | Производство        | Объём               | Количество и расположение цилиндров |
| ------------------- | ------------------- | ------------------- | ----------------------------------- |
| DC07                | с 2017              | 6692 см3            | I6                                  |
| DC09                | с 2017              | 9291 см3            | I5                                  |
| DC13                | с 2016              | 12742 см3           | I6                                  |
| DC16                | с 2016              | 16353 см3           | V8                                  |

## Модельный ряд
- Scania G.
- Scania P.
- Scania R.
- Scania S.
- Scania T.
- Scania L.

## В игровой и сувенирной индустрии
- Автомобиль Scania R присущ играм Euro Truck Simulator и Scania Truck Driving Simulator.